# Liquirizia di Calabria
La liquirizia di Calabria è un prodotto agroalimentare italiano realizzato in alcune zone della Calabria con liquirizia fresca o essiccata e al suo estratto.
Nel 2011 il prodotto ha ottenuto dall'Unione europea il riconoscimento di denominazione di origine protetta (DOP).

## Storia

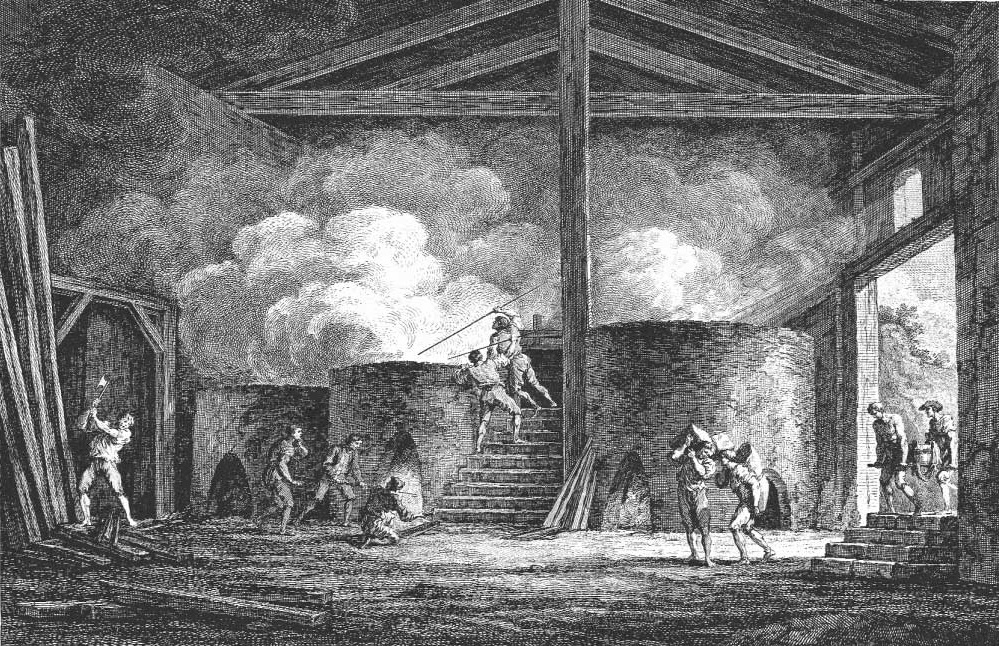
Jean-Claude Richard de Saint-Non, Fabbrica di liquirizia a Corigliano Calabro (incisione, 1786)

La pianta della liquirizia (Glycyrrhiza glabra) era già nota nel XVII secolo. Dalla metà del 1700 la pianta era coltivata sul litorale ionico della Calabria ai confini con la Lucania e dalla piana di Sibari fino a Crotone e Reggio Calabria. Inoltre, le piante di liquirizia erano molto presenti anche nella bassa valle del Crati e nella zona costiera tirrenica.
Nel 1771 il barone Johann Hermann von Riedesel registrò nel suo diario di viaggio che il "sugo di regolizia" rendeva profitti per 4.000 ducati all'anno. Pochi anni dopo il viaggiatore britannico Henry Swinburne scrisse che il duca di Corigliano guadagnava 700 lire all'anno per la vendita di liquirizia. Nel 1776 Jean-Claude Richard de Saint-Non descrisse minuziosamente la tecnica di estrazione del succo e disegnò anche l'interno di un opificio di Corigliano.
Durante il periodo napoleonico, l'ufficiale francese Duret de Tavel descrisse le fasi di lavorazione della liquirizia calabrese. Nel 1826 è registrata una produzione di almeno 8.000 cantaia (circa 640 tonnellate), per un profitto totale di 120.000 ducati annui.
Nel 1875 sono registrati grandi stabilimenti (chiamati localmente conci) per "cavare il succo della liquirizia", esportata anche in Francia, Germania e Russia con ricavi di "molte migliaia di lire" dell'epoca.
La denominazione "Liquirizia di Calabria" compare già nel 1903 per distinguerla dalla "liquirizia di Russia", più chiara e ricavata dalla Glycyrrhiza glandulifera o  Glycyrrhiza echinata, presente nell'Europa sud-orientale. Nel 1928 l'Encyclopaedia Britannica riportava che la qualità di liquirizia maggiormente apprezzata in Gran Bretagna era quella prodotta in Calabria.
La produzione di liquirizia in Calabria, che nel miglior periodo era stimata fra 10.000 e 20.000 tonnellate all'anno,, entrò in crisi negli anni successivi alla seconda guerra mondiale, con il punto più basso toccato negli anni 1990, a causa della concorrenza estera che portò alla chiusura dei conci, imponendo spesso alle poche aziende rimaste di rivolgersi ad imprese di trasformazione extraregionali.
Negli anni 2000, grazie ai contributi del Fondo europeo agricolo per lo sviluppo rurale (PSR 2007/2013) dell'Unione europea, la produzione della liquirizia in Calabria è stata rilanciata e incentivata, portando l'estensione dei liquirizieti (coltivati o spontanei) a circa 1.000 ettari, con una produzione media regionale di 2500 tonnellate di radici all'anno.

## Produzione

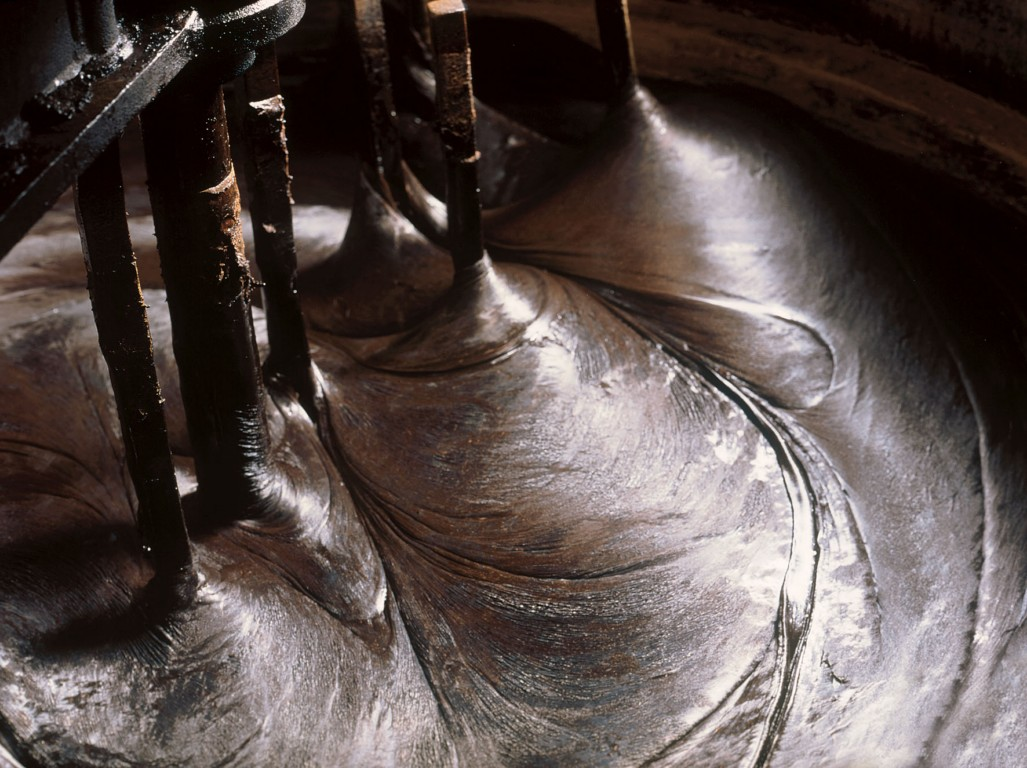
Lavorazione della pasta di liquirizia

La liquirizia di Calabria proviene dalle coltivazioni e dalle piante spontanee di Glycyrrhiza glabra (Leguminose Papillonacee) nella varietà nota in Calabria come Cordara.
La liquirizia di Calabria IGP è commercializzata nelle seguenti varietà:
- radice fresca
- radice essiccata
- estratto di radice

Dopo l'estrazione dal terreno, le radici vengono tagliate, calibrate e lavate con acqua.
Nel caso di essiccazione, le radici sono poste in luoghi ventilati e soleggiati all'aperto oppure in locali arieggiati o in forni ventilati con temperatura inferiore a 50 °C.
Per l'estrazione del succo, le radici di liquirizia vengono dapprima tagliate, schiacciate e sfibrate; successivamente vengono fatte bollire nell'acqua calda. Il succo estratto viene fatto chiarificare e concentrare con ulteriore bollitura, fino a ricavarne un impasto nero e denso, che viene infine modellato nella forma voluta e confezionato.